# Nahum Bergstein
Isaac Naum Bergstein Schutz, más conocido como Nahum Bergstein (Montevideo, Uruguay, 12 de octubre de 1932 - Miami, Florida, Estados Unidos, 1 de mayo de 2011) fue un jurista y político uruguayo, quien se desempeñó como subsecretario del Ministerio de Educación y Cultura en 1988-1990, y posteriormente como senador y diputado por Montevideo entre 1998 y 2005, en la XLIV y XLV Legislaturas respectivamente. Fue asimismo un destacado especialista en Derecho Penal y dirigente de asociaciones de la colectividad judía en Uruguay.

## Primeros años
Nació en Montevideo el 12 de octubre de 1932.
Cursó estudios en la Facultad de Derecho de la Universidad de la República, donde se graduó como abogado en 1957,ejerciendo su profesión en forma particular.

## Actividad jurídica y docente
Especialista en Derecho Penal, a partir de 1968 fue docente de dicha materia en la Facultad de Derecho de la UDELAR, en la cátedra cuya titularidad correspondía a Adela Reta.
Escribió varios libros sobre materias jurídico penales, como El delito de prevaricato (1977), Delito y discriminación racial (1981) y El delito de violación del secreto bancario (1987), así como numerosos artículos, especialmente en el Anuario de Derecho Penal Uruguayo y en la Revista de Derecho Penal.

## Dirigente de organizaciones judías
Fue un destacado referente de diversos organismos pertenecientes a la colectividad judía, tanto en el Uruguay como a nivel internacional. 
Así, entre otros cargos fue cofundador y primer Vicepresidente de la Escuela Integral Hebreo-Uruguaya en 1962, así como Vicepresidente del Congreso Judío Latinoamericano. 
Fue Presidente del Comité de Prensa y Difusión del Comité Central Israelita del Uruguay en 1973, y luego Presidente de dicho Comité entre diciembre de 1980 y julio de 1986,en cuya oportunidad apoyó la reinstitucionalización democrática tras la  dictadura cívico militar instaurada en 1973, especialmente adhiriendo al acto del Obelisco en 1983.
En 1993 publicó el libro Judío: una experiencia uruguaya.

## Actividad política

### Subsecretario de Educación y Cultura
En el primer período de gobierno de Julio María Sanguinetti, fue nombrado Presidente del Consejo Nacional de Derechos de Autor y Presidente de la Comisión Nacional de Medioambiente.
Finalmente, el 1 de marzo de 1988 el presidente Sanguinetti y la ministra de Educación y Cultura Adela Reta nombraron a Bergstein como subsecretario de dicha cartera, sustituyendo a Julio Aguiar.
En dicho cargo fue coautor del proyecto convertido en la ley 16.048, por la que se crearon delitos de instigación o comisión de actos de odio o desprecio contra personas en razón de su color de piel, raza, religión u origen racial o étnico.
Desempeñó el cargo durante dos años, hasta la finalización del período presidencial. Al asumir el nuevo gobierno de Luis Alberto Lacalle en marzo de 1990, Reta y Bergstein fueron sucedidos como ministro y subsecretario de Educación y Cultura por Guillermo García Costa  y Carlos Rodríguez Labruna respectivamente.

### Actividad partidaria
En su juventud fue simpatizante del Partido Socialista hasta la década del 60.
Posteriormente adhirió al Partido Colorado y al Foro Batllista, siendo dirigente de la agrupación Espacio Solidario (luego rebautizada Espacio Solidario Adela Reta),de la que fue secretario generaly presidente.

### Senador en la XLIV Legislatura
En las elecciones de 1994 figuró como primer suplente del tercer titular en la lista de candidatos al Senado del Foro Batllistapara la XLIV Legislatura (1995-2000). Cumplió diversas suplencias en la Cámara de Senadores hasta que en octubre de 1998, tras el cese del senador Hugo Fernández Faingold (segundo titular en la lista del Foro Batllista) para asumir como vicepresidente de la República tras el fallecimiento de Hugo Batalla, y tras declinar la convocatoria los respectivos suplentes, Bergstein lo sucedió en la titularidad de la banca, la que ocupó por los 16 meses de lapso restante de la legislatura.
En este período fue coautor de la ley 17.060 conocida como Ley anticorrupción.

### Diputado en la XLV Legislatura
En las elecciones generales de 1999, Bergstein integró en el séptimo puesto la lista 2000 de candidatos a la Cámara de Representantes por Montevideo para la XLV Legislatura (2000-2005).La misma obtuvo seis escaños, por lo que no resultó electo, pero al renunciar la diputada Milka Barbato a su banca en abril de 2000, apenas dos meses después del inicio del período legislativo, para asumir como directora del Banco de la República Oriental del Uruguay, Bergstein ingresó como diputado en su reemplazo, ocupando el puesto durante la casi totalidad de la legislatura, hasta febrero de 2005.
En este período fue autor del proyecto aprobado como ley 17.817, de lucha contra el racismo, la xenofobia y toda otra forma de discriminación.También fue coautor de la ley 17.616 de derechos de autor.
En las elecciones generales de 2004 no se postuló a la reelección como diputado para la XLVI Legislatura (2005-2010), figurando en cambio como tercer suplente del segundo titular de la lista al Senado del Foro Batllista,pero no fue convocado a realizar suplencias del único titular electo por dicha lista, el expresidente Julio María Sanguinetti.

## Vida personal. Fallecimiento
Era hijo de Joel Bergstein (fallecido en 1996) y de Klara Schutz (fallecida en 1995), quienes habían nacido en Beltz, en la Galitzia entonces perteneciente a Polonia (hoy Ucrania)y se habían casado en Uruguay en 1931.
Contrajo matrimonio en 1957 con Nelly Kleckin,con quien tuvo tres hijos, Miriam, Mauricio Ariel y Jonás King Bergstein Kleckin.
En julio de 1963 el matrimonio sobrevivió al naufragio del barco Ciudad de Asunción en el que viajaban, encontrándose Kleckin embarazada de su tercer hijo Jonás.
Nahum Bergstein falleció el 1 de mayo de 2011 en la ciudad de Miami, Florida, Estados Unidos, donde se encontraba reponiéndose de una intervención quirúrgica realizada poco antes en Cleveland, Ohio.
La Cámara de Representantes le rindió homenaje poco después.
En octubre de 2012, en conmemoración del 80 aniversario de su fallecimiento, su familia editó un libro con testimonios en su homenaje.
Asimismo, desde 2015 se instituyó un premio anual denominado Jidón Nelly y Nahum Bergstein dedicado a la difusión de la cultura judía entre las nuevas generaciones uruguayas de todos los credos.